# Liste der Naturdenkmale in Obertshausen
Die Liste der Naturdenkmale in Obertshausen nennt die in der Stadt Obertshausen im Landkreis Offenbach in Hessen gelegenen Naturdenkmale (noch nicht offiziell bestätigt).

## Naturdenkmale
| Bild            | Bezeichnung                             | Ortsteil, Lage                             | Beschreibung | Art         | Nr.     |
| --------------- | --------------------------------------- | ------------------------------------------ | --- | ----------- | ------- |
| Fotos hochladen | Eiche in der Westendstraße              | Obertshausen 50° 3′ 4,3″ N, 8° 48′ 10,8″ O | Etwa 22,2 m hohe Stieleiche (Quercus robur) mit mehreren Hauptstämmen und ausladender Verzweigung. Stammumfang: 4,40 m. | Eiche       | 438 072 |
| Fotos hochladen | Dreistämmige Eiche am Seewiesenwäldchen | Hausen 50° 3′ 54″ N, 8° 50′ 57″ O          | Etwa 20 m hohe freistehende Stieleiche (Quercus robur) mit gedrungener rundlicher Krone.                                | Stiel-Eiche | 438 073 |